# Friedrich I. (Lothringen)

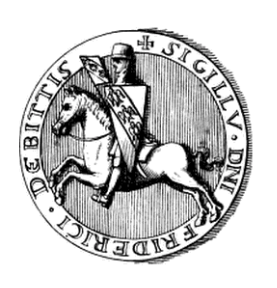
Reitersiegel Friedrichs von Bitsch

Friedrich von Bitsch (* um 1143; † 7. April 1207) war Herr von Bitsch, Gerbéviller und Ormes, proklamierte sich nach dem Tod seines Bruders Simon II. 1206 zum Herzog von Lothringen und wird in den Regentenlisten (fälschlich) als Friedrich I. geführt. Er war der zweite Sohn von Matthäus I., Herzog von Lothringen (Haus Châtenois), und Judith von Staufen (1123–1195), der Schwester Kaiser Friedrich Barbarossas, die auch Bertha von Schwaben hieß. In frankophonen Ländern wurde er Ferry genannt.
Beim Tod seines Vaters 1176 beanspruchte er mit Unterstützung seiner Mutter die Nachfolge im Herzogtum gegen seinen älteren Bruder Simon II. Simon musste daher eine Adelsversammlung einberufen, die ihn in seinen Rechten bestätigte, die ihn aber auch zwang, auf einige Privilegien zu verzichten. Insbesondere wurden die États de Lorraine geschaffen, die die Rolle eines Parlaments des Herzogtums übernahmen. Friedrich revoltierte gegen die Entscheidung, der Krieg dauerte drei Jahre und endete mit einem im Mai 1179 in Ribemont geschlossenen Friedensvertrag, mit dem faktisch Lothringen geteilt wurde: Simon erhielt den frankophonen Süden, Friedrich den deutschsprachigen Norden und zudem die Herrschaften Gerbéviller und Ormes bei Nancy.
Friedrichs gute Beziehungen zu seinen staufischen Verwandten Heinrich VI. und Philipp von Schwaben verschafften ihm deren Erlaubnis, den Titel eines Herzogs zu führen. In der Speyerer Fürstenerklärung von 1199 votierte er in Abwesenheit als Herzog von Bitsch in gleicher Weise wie sein anwesender älterer Bruder, der Herzog von Lothringen, für Philipp von Schwaben.
Als Simon II. am 1. April 1206 ohne Nachkommen starb, nachdem er seinen Neffen Friedrich II., Friedrichs Sohn, als Nachfolger eingesetzt hatte, akzeptierte er auch dies nicht und proklamierte sich zum Herzog von Lothringen. Er selbst starb zwölf Monate und sechs Tage später. Friedrich von Bitsch wurde in der Abtei Stürzelbronn bestattet.
Er heiratete um 1160 Ludmilla von Polen († 1223), Tochter von Mieszko III., Herzog von Großpolen und Seniorherzog von Polen aus dem Haus der Piasten und Sohn der Salome von Berg, einer Verwandten der Staufer; unter ihren 13 Kindern waren:
- Friedrich II. (Ferry), Herzog von Lothringen, † 1213; ⚭ Agnes von Bar, Tochter von Theobald I., Graf von Bar und Graf von Luxemburg, † 1226
- Matthäus, † 1217, 1198 bis um 1207 Elekt von Toul
- Heinrich, Herr von Bayon – Nachkommen † 1667
- Dietrich, Herr von Autigny (Thierry le Diable) – Nachkommen: das Haus Chasteler und das Haus du Châtelet
- Philipp, † vor 1240, Herr von Gerbéviller
- Judith, † nach 1242; ⚭ Heinrich III. Graf von Salm, † 1246 (Wigeriche)
- Kunigunde, † vor 1213; ⚭ Walram IV., Herzog von Limburg, † 1226
- Hedwig, † nach 1228; ⚭ Heinrich I., Graf von Zweibrücken, † 1228
- Tochter, 1209–1233 Äbtissin von Remiremont
- Agathe, † 1242, 1232 Äbtissin von Remiremont